# رايتس جرافس
رايتس جرافس (باللاتفية: Raitis Grafs)‏ مواليد 12 يونيو 1981 في ريغا، هو لاعب كرة سلة لاتفي. بدأ مسيرته الاحترافية في سنة 1997. يحمل الرقم 11. يبلغ طوله 6 قدم 9 بوصة (2.1 م).

## المسيرة الاحترافية
لعب مع نادي أوستند لكرة السلة في موسم 2003–2004، ثم لعب مع نادي فينتسبيلس لكرة السلة في موسم 2005–2006، ثم لعب مع إيه إس كي ريغا من سنة 2006 إلى 2009، ثم لعب مع شياولياي في موسم 2009–2010، ثم لعب مع في إي إف ريغا في سنة 2010، ثم لعب مع أبولون ليماسول في موسم 2011–2012.

## روابط خارجية
- رايتس جرافس على موقع الاتحاد الدولي لكرة السلة (الإنجليزية)
- رايتس جرافس على موقع الدوري الأوروبي لكرة السلة (الإنجليزية)
- رايتس جرافس على موقع كرة السلة الأوروبية.كوم (الإنجليزية)
- رايتس جرافس على موقع كلية كرة السلة في سبورتس رفرنس.كوم (الإنجليزية)
- رايتس جرافس على موقع ريلجم (الإنجليزية)
- رايتس جرافس على موقع بروبوليرز (الإنجليزية)
- رايتس جرافس على موقع سبورتس رفرنس (الإنجليزية)